# Léarque
Dans la mythologie grecque, Léarque ou Léarchos (en grec ancien Λέαρχος / Léarkhos) est le fils d’Ino (elle-même fille de Cadmos), et du roi Athamas. 

## Famille
Léarque est le fils du roi de Béotie Athamas, lui-même fils d'Éole et petit-fils d'Hellen, et de son épouse Ino, fille de Cadmos, le fondateur légendaire de la cité de Thèbes. Il a pour frère Mélicerte.
Son père avait d'abord été marié à une nymphe, Néphélé, qui lui avait donné deux enfants nommés Phrixos et Hellé qui sont donc les demi-frère et demi-sœur de Léarque.
Fils d'Ino, Léarque est donc aussi le neveu de Polydore, Autonoé, Agavé et Sémélé, et par cette dernière le cousin du dieu Dionysos.

## Mythologie

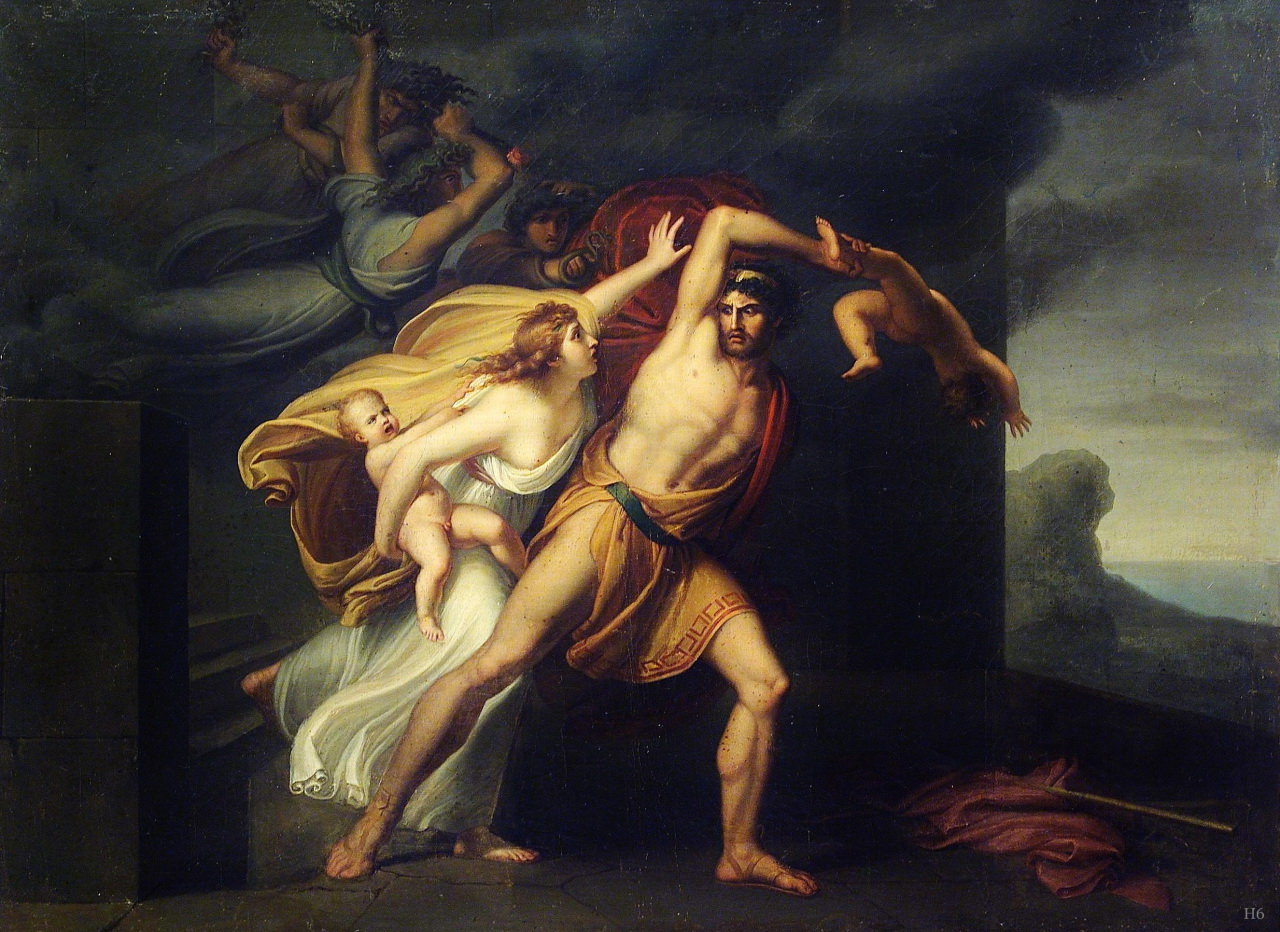
Athamas pris de folie,, 1801

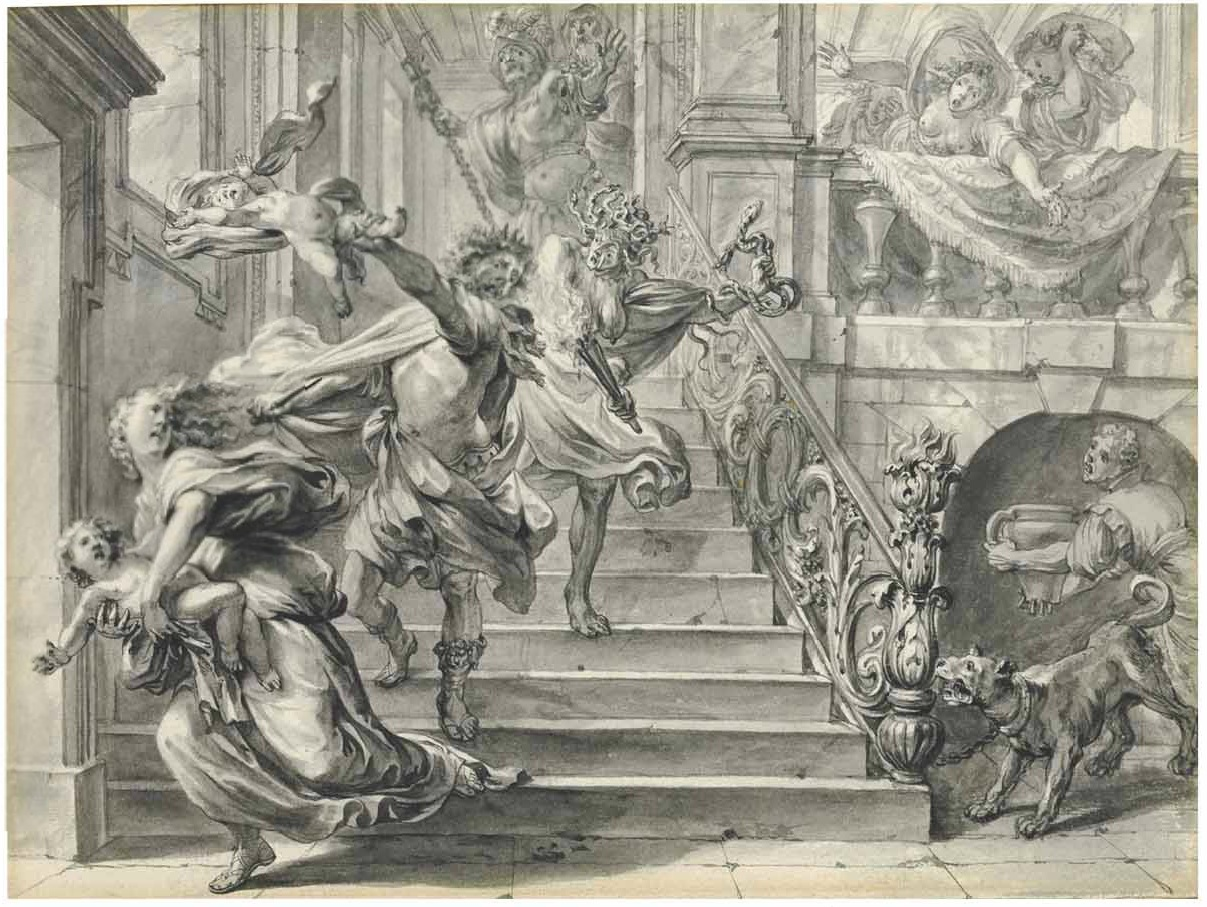
Athamas déchirant ses enfants,

L’histoire de Léarque fait partie du cycle thébain et fut reprise par de nombreux auteurs, grecs comme latins. Il est tué alors qu'il n'est qu'un enfant par son père Athamas que Héra a rendu fou comme punition pour avoir reçu et élevé Dionysos, le fils illégitime de Zeus et Sémélé, la sœur d’Ino et tante de Léarque.
En effet Athamas, aveuglé par la crise de démence provoquée par Héra, confond son fils avec une proie (un lion, un bélier ou un cerf suivant les versions), le pourchassant et le tuant. Ensuite, toujours submergé par sa folie, il poursuit frénétiquement Ino qui saute dans la mer avec leur autre fils, Mélicerte. Ovide ajoute quelques détails à cette histoire, écrivant par exemple que Léarque avait spontanément tendu les bras vers son père pour l’embrasser, sans savoir qu’il était fou et qu’il le tuerait.
La manière dont Athamas tue son fils varie selon les versions. Ainsi, si pour Apollodore il l'abat avec un arc et une flèche, pour Ovide, alors qu'Ino, voyant son époux pris de folie, prend ses enfants dans ses bras et s'enfuit, Athamas saisi la jambe de Léarque et le lui arrache, le claquant à la roche et le tuant. C'est en voyant la scène qu'Ino devient folle, sautant dans la mer du haut de la falaise, Mélicerte sous son bras. Mais Ovide dit aussi dans une autre version qu’Ino a sauté dans la mer avec Mélicerte après avoir enterré Léarque tué par son mari.
Euripide dit dans la tragédie Médée qu’Ino est devenue folle à cause de l'épouse de Zeus (Héra), se jetant dans la mer avec ses deux enfants. la pièce ne mentionne pas les noms des enfants. 
Plus tardivement, au deuxième siècle de notre ère, Pausanias écrit qu’Athamas n’était pas possédé par la folie mais pris de colère contre Ino pour avoir essayé de tuer les enfants qu'il avait eu avec sa première femme, Néphélé. Il décide alors de tuer Ino et les enfants qu'il a eu d'elle et c'est alors qu'il tue Léarque.
Dante cite ce mythe comme un exemple de folie dans son Enfer(Chant XXX).

## Sources
- Pseudo-Apollodore, Bibliothèque [détail des éditions] [lire en ligne] (III, 4, 3).
- Hygin, Fables [détail des éditions] [(la) lire en ligne] (II, IV et V).
- Nonnos de Panopolis, Dionysiaques [détail des éditions] [lire en ligne] (X).
- Ovide, Métamorphoses [détail des éditions] [lire en ligne] (IV, 512 et suiv.).
- Euripide, Médée (vers 1272-1292)